# Glenea oeme
Glenea oeme là một loài bọ cánh cứng trong họ Cerambycidae.